# Carlos Ulisses Moulines
Carlos Ulises Moulines (Caracas, 1946) é um filósofo especializado em lógica e filosofia da ciência. Seu pensamento sobre epistemologia pode ser enquadrado no positivismo crítico.

## Biografia
Nascido na Venezuela, filho de pais catalães exilados, estudou física e filosofia na Universidade de Barcelona, e doutorou-se em filosofia pela Universidade de Munique, em 1975.

## Livros publicados
- La estructura del mundo sensible. Sistemas fenomenalistas, Barcelona, Ariel, 1973.
- Zur logischen Rekonstruktion der Thermodynamik, Universitat München, Munique, 1975.
- Fundamentos de filosofía de la ciencia, Barcelona, Ariel, 2008 (3ª ed.) - Em colaboração com J. A. Díez.
- La philosophie des sciences. L´invention d´une discipline (fin XIXe-debut XXIe siécle). París: Éditions Rue d´Ulm/Press de l'École normale supérieure, 2006.[3]